# Wełyka Słobidka
Wełyka Słobidka (ukr. Велика Слобідка; hist.: pol. Wielka Muksza, ukr. Велика Мукша, Wełyka Muksza) – wieś na Ukrainie, w obwodzie chmielnickim, w rejonie kamienieckim.
We wsi znajdują się przystanki kolejowe Wełyka Słoboda i Mahistral, położone na linii Chmielnicki – Kelmieńce.

## Historia
W czasach Rzeczypospolitej wieś leżała w województwie podolskim. W XVII w. Muksza należała do rodu Dąbrowskich herbu Jelita, którzy pisali się Dąbrowskimi ze Strumian na Mukszy. W 1633 w Mukszy doszło do utarczki wojsk hetmana Stanisława Koniecpolskiego z siłami tureckimi. W 1743 roku w wyniku małżeństwa miecznika sochaczewskiego, a później komornika granicznego podolskiego Józefa Leśniewicza z Eufrozyną ze Strumian Dąbrowską (córką stolnika chełmskiego Michała Dąbrowskiego, dziedzica Wielkiej Mukszy, i Aleksandry z Żebrowskich, a wnuczką Walentego Dąbrowskiego i Zofii z Chocimirskich – dziedziczki Mukszy, Wołkowiec, Ostrowczyniec, Białobożnicy i Siehnikowiec) Wielka Muksza przeszła w ręce rodu Leśniewiczów herbu Półkozic, pozostając w ich posiadaniu do rewolucji bolszewickiej.
Odpadła od Korony w wyniku II rozbioru. W XIX i w początkach XX w. położona była w Rosji, w guberni podolskiej, w powiecie kamienieckim, w gminie Bohowica. W I poł. XIX w. właścicielem Wielkiej Mukszy został wnuk Józefa i Eufrozyny, Wincenty Leśniewicz (1793 - 24.12.1861) - brat Tytusa Leśniewicza i brat stryjeczny Joachima Leśniewicza. Wincenty Leśniewicz jako 17-latek wstąpił do legionów Napoleona, a później przez wiele lat był marszałkiem szlachty kamienieckiej (obierano go na ten urząd pięciokrotnie). Dwukrotnie żonaty, Wincenty pozostawił dzieci: Pelagię, Karolinę - żonę Henryka Berezowskiego, Joannę (Janinę) - żonę Bolesława Zaremby, Adelę - żonę Lucjana Romiszewskiego z Borbuch, Zygmunta i Marię. Po śmierci Wincentego właścicielami majątku zostają córka z pierwszego małżeństwa z Rembertowiczówną – Pelagia Leśniewicz, i syn z drugiego małżeństwa z Koletą Makowską – Zygmunt (ok. 1850-1913), znany kamieniecki działacz społeczny i polityczny, a także kolekcjoner. Zygmunt Leśniewicz, żonaty z Izabellą z hr. Dąmbskich, pozostawił jedyną córkę Izabellę-Dobrosławę.
Po I wojnie światowej pod administracją polską, w Zarządzie Cywilnym Ziem Wołynia i Frontu Podolskiego, w okręgu podolskim, w powiecie kamienieckim. W wyniku postanowień traktatu ryskiego znalazła się w granicach Związku Sowieckiego. W latach 70. XX w. miejscowość częściowo została zatopiona przy budowie Zbiornika Dniestrzańskiego na rzece Dniestr. Od 1991 w niepodległej Ukrainie.

## Dwór
We wsi znajduje się dwór Leśniewiczów. Parterowy, murowany dwór z charakterystyczną werandą z kolumnami w stylu toskańskim został wzniesiony w II poł. XVIII w. przez Józefa Leśniewicza. W latach 30. XIX w. dwór został rozbudowany przez wnuka Józefa – Wincentego. Wincenty Leśniewicz dobudował z tyłu dwukondygnacyjny korpus, w którym znajdowała się m.in. sala balowa. Obecnie w budynku mieści się szkoła.

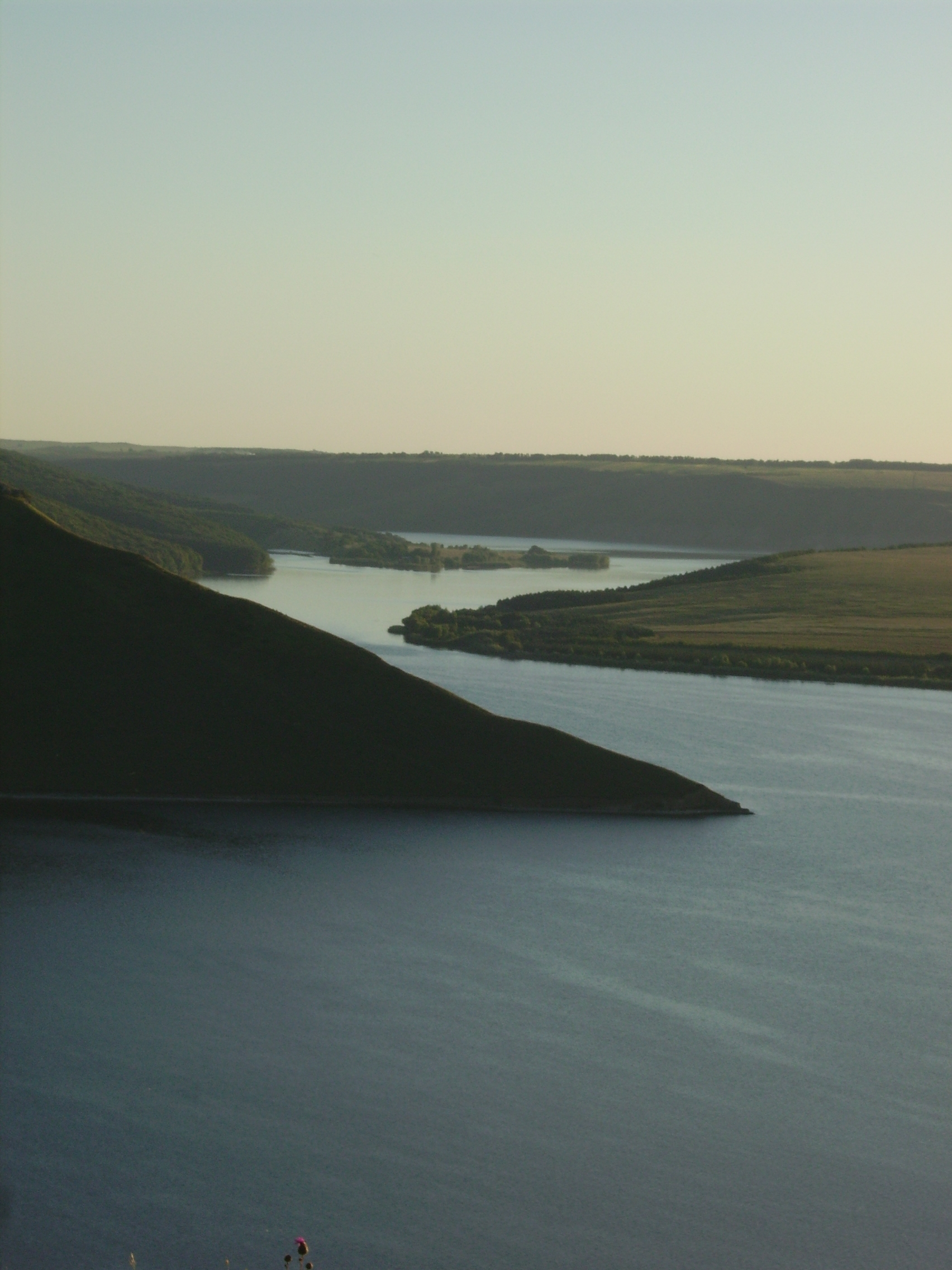
Dniestr kilkanaście kilometrów na wschód od Wełykiej Słobidki (Bakota)